# Аазаз (район)
Аазаз (араб. منطقة أعزاز) — район (мінтака) у Сирії, входить до складу провінції Алеппо. Адміністративний центр — м. Аазаз.
Адміністративно поділяється на 6 нохій.
| Сирія | Це незавершена стаття з географії Сирії. Ви можете допомогти проєкту, виправивши або дописавши її. |